# Серкел-Ді-Кей-Сі-Естейтс (Техас)
Серкел-Ді-Кей-Сі-Естейтс (англ. Circle D-KC Estates) — переписна місцевість (CDP) в США, в окрузі Бастроп штату Техас. Населення — 2588 осіб (2020).

## Географія
Серкел-Ді-Кей-Сі-Естейтс розташований за координатами 30°9′38″ пн. ш. 97°14′23″ зх. д. / 30.16056° пн. ш. 97.23972° зх. д. (30.160456, -97.239843).  За даними Бюро перепису населення США в 2010 році переписна місцевість мала площу 24,23 км², з яких 24,00 км² — суходіл та 0,23 км² — водойми.

## Демографія
Згідно з переписом 2010 року, у переписній місцевості мешкали 2393 особи в 938 домогосподарствах у складі 660 родин. Густота населення становила 99 осіб/км².  Було 1037 помешкань (43/км²).
Расовий склад населення:
| - 89,1 % — білих - 1,6 % — чорних або афроамериканців - 1,0 % — корінних американців - 0,1 % — вихідців з тихоокеанських островів - 0,1 % — азіатів - 5,3 % — осіб інших рас |

До двох чи більше рас належало 2,8 %. Частка іспаномовних становила 17,6 % від усіх жителів.
За віковим діапазоном населення розподілялося таким чином: 21,6 % — особи молодші 18 років, 65,1 % — особи у віці 18—64 років, 13,3 % — особи у віці 65 років та старші. Медіана віку мешканця становила 45,2 року. На 100 осіб жіночої статі у переписній місцевості припадало 103,3 чоловіків;  на 100 жінок у віці від 18 років та старших — 102,9 чоловіків також старших 18 років.
Середній дохід на одне домашнє господарство  становив 60 484 долари США (медіана — 54 199), а середній дохід на одну сім'ю — 79 050 доларів (медіана — 65 729). За межею бідності перебувало 21,4 % осіб, у тому числі 11,0 % дітей у віці до 18 років та 11,5 % осіб у віці 65 років та старших.
Цивільне працевлаштоване населення становило 718 осіб. Основні галузі зайнятості: освіта, охорона здоров'я та соціальна допомога — 16,6 %, науковці, спеціалісти, менеджери — 14,1 %, роздрібна торгівля — 12,4 %.